# Anthony Charteau
Anthony Charteau (ur. 4 czerwca 1979 w Nantes) – francuski kolarz szosowy, zawodnik profesjonalnej ekipy Team Europcar. W zawodowym peletonie ściga się od 2001 roku.
Jego największym sukcesem jak do tej pory jest zwycięstwo w wyścigu Tour de Langkawi rozgrywanym w Malezji w 2007 roku. Ponadto wygrał etap Volta Ciclista a Catalunya i jednodniowy mało znany wyścig we Francji Polynormand.

## Najważniejsze zwycięstwa i sukcesy
- 2005
  - 1. miejsce na 6. etapie Volta Ciclista a Catalunya
- 2006
  - 1. miejsce w Polynormande
- 2007
  - 1. miejsce w Tour de Langkawi
    - 1. miejsce na 3. etapie

  - 2. miejsce w Paris–Camembert
  - 3. miejsce w Tour du Limousin
- 2010
  - 1. miejsce w La Tropicale Amissa Bongo
    - 1. miejsce na 4. etapie

  - 1. miejsce w klasyfikacji górskiej Tour de France
- 2011
  - 1. miejsce w La Tropicale Amissa Bongo
  - 1. miejsce na 2. etapie Route du Sud
- 2012
  - 1. miejsce w La Tropicale Amissa Bongo